# Asphondylia rubescens
Asphondylia rubescens är en tvåvingeart som beskrevs av Ignaz Rudolph Schiner 1868. Asphondylia rubescens ingår i släktet Asphondylia och familjen gallmyggor. Inga underarter finns listade i Catalogue of Life.